# Lahnbach (Inn)

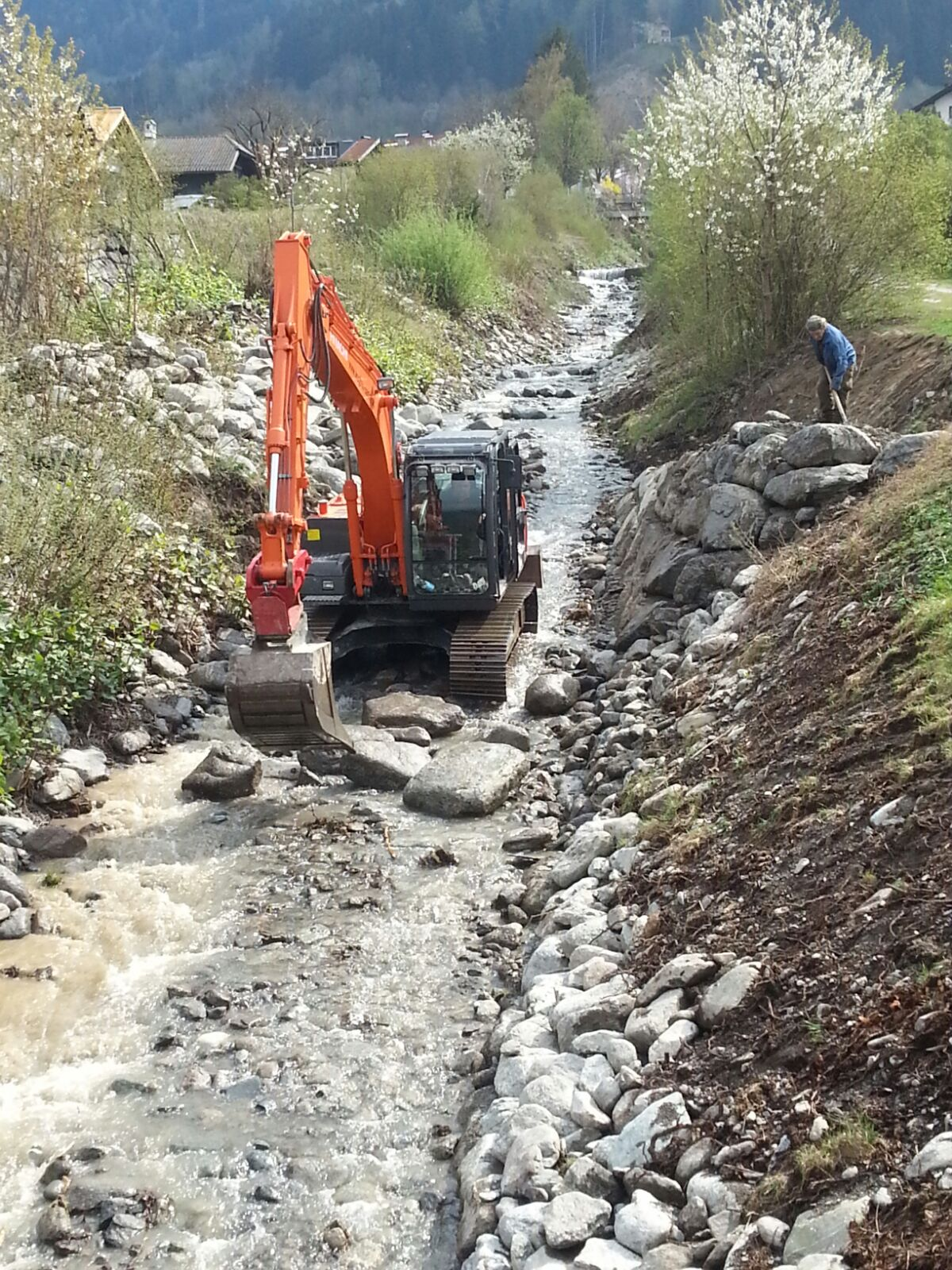
Sanierung und Erweiterung der Ufersicherung 2017

Der Lahnbach ist ein 5,8 km langer, rechter Zufluss des Inns bei Schwaz in Tirol.

## Verlauf
Der Lahnbach entspringt unterhalb des Kellerjochs auf einer Höhe von 1885 m ü. A. und fließt relativ steil abfallend in nordwestliche bis westliche Richtung ins Inntal. Dort hat er einen mächtigen Schwemmkegel aufgeschüttet und den Inn nach Westen abgedrängt. Auf dem Schwemmkegel liegt Schwaz, das durch den Bach in die Bereiche Markt (südlich) und Dorf (nördlich) geteilt wird.
Auf einer Länge von 5,7 km überwindet der Lahnbach einen Höhenunterschied von gut 1350 m, was einem durchschnittlichen Gefälle von 23,7 % entspricht.

## Geschichte und Nutzung
Der Name Lahnbach geht auf Bairisch-Tirolisch Lahn (Lawine) zurück.
Seit der ersten festen Besiedlung des Gebiets des heutigen St. Martin um 1500 v. Chr. auf der Ostseite des Murkegels des Baches wurde im gewerblichen sowie im privaten Bereich der Wasserbedarf aus dem Bach gedeckt. Die größte Bedeutung hatte der Lahnbach zur Zeit des Silberbergbaus in Schwaz. Das Wasser wurde für Brauereien, zur Fischzucht, als Energielieferant für Schmelz- und Hammerwerke sowie für Mühlen genutzt. Auch das Franziskanerkloster nutzte das Wasser für eine seinerzeitige  Lodenwalkerei. 
Vor der Verbauung des Laufes richtete der Lahnbach wiederholt beträchtliche Schäden zu beiden Seiten des Schutthügels an. Sowohl Menschen als auch Vieh und Gebäude wurden von Hochwasser, bedingt durch Schneeschmelze und Sommerhochwetter, in Mitleidenschaft gezogen. Eine 1337 erstmals erwähnte Brücke wurde ebenso mehrmals durch Hochwasser zerstört. In die Stadtchronik eingegangene historische Überschwemmungen gab es 1669, 1739, 1781 und 1807. Älteste Belege für Ausbrüche stammen aus dem 14. Jahrhundert. Bereits um 1450 wurden die ersten Schutzbauten in Schwaz errichtet.
Für die von 1830 bis 2005 in Schwaz ansässige Tabakfabrik wurde dem Lahnbach ebenso Brauchwasser entnommen. Die Leitung des Betriebes veranlasste mehrere Schutz- und Befestigungsmaßnahmen, um etwaigen Schäden vorzubeugen.
Im Zuge einer Neuverbauung des Baches 1987 wurde die Brücke betoniert. In den Jahren 2005 und 2017 wurden die vorübergehend letzten Verbauungen am mittleren Unterlauf vorgenommen und vorhandene Fassungen saniert.

## Weblinks

Lahnbachhochwasser 1912